# Nexus Q
Nexus Q是Google Nexus产品家族中一款流媒体娱乐设备。这一产品搭载整合了Google Play的Android操作系统。Nexus Q是球形的。
Google在2013年推出Chromecast，以取代Nexus Q。

## 历史
Nexus Q最初在2012年6月27日举行的Google I/O大会上发布。该产品早期版本叫Tungsten计划，是菱形的。

## 评价
纽约时报科技专栏作者David Pogue写道，Google一定有更大的计划。他认为，这款功能有限的产品不仅被给予了过高的期望，而且价格过高。到目前为止，他只注意到一种可能购买该产品的人群，就是房间被球形物品占据的人。

## 扩展阅读
- Gross, Doug, "Google's new Nexus Q: Made in the U.S.A."（页面存档备份，存于）, CNN, Thu June 28, 2012